# Markeith Cummings
Markeith Terrell Cummings (Birmingham, Alabama, 21 de diciembre de 1988) es un baloncestista estadounidense, que pertenece a la plantilla del Shiga Lakestars de la B.League de Japón. Con 1,92 metros de estatura, juega en la posición de alero .

## Trayectoria deportiva
Es un jugador formado en el Alfred E. Beach High School de Savannah, Georgia) y en la Genesis One Christian School de (Mendenhall, Mississippi), antes de ingresar en 2009 en la Universidad Estatal de Kennesaw, situada en Kennesaw, donde jugó cuatro temporadas con los Kennesaw State Owls en la NCAA desde 2009 a 2013.
Tras no ser elegido en el Draft de la NBA de 2013, en julio de 2013 se marcharía a Filipinas para debutar como profesional en las filas del GlobalPort Batang Pier como refuerzo para la Copa de Gobernadores de la PBA de 2013, donde disputó 10 partidos en los que promedió 28,7 puntos, 9,8 rebotes, 2,8 asistencias y 1,6 robos por partido.
El 1 de noviembre de 2013, Cummings fue seleccionado por el Bakersfield Jam en la tercera ronda del Draft de la NBA G League de 2013. En la temporada 2013-14, disputó 28 partidos en los que promedió 6.2 puntos y 1.6 rebotes en 12.2 minutos por partido.
El 2 de noviembre de 2014, Cummings fue readquirido por Bakersfield Jam, pero dos semanas más tarde, Bakersfield Jam lo cortó después de aparecer en solo dos partidos. 
El 11 de diciembre de 2014, firmó por los Westchester Knicks de la NBA G League, en el que jugó hasta ser cortado el 17 de febrero de 2015, disputando 19 partidos en los que promedió 7.1 puntos, 2.2 rebotes y 1.4 asistencias por partido.
El 18 de marzo de 2014, Cummings firma por Sioux Falls Skyforce de la NBA G League, con el que jugó 11 partidos en los que promedió 5,3 puntos y 1,7 rebotes por partido.
En la temporada 2014-15, Cummings firmó por Savannah Storm de la East Coast Basketball League.
El 13 de agosto de 2015, Cummings firmó por el Polski Cukier Toruń de la Liga Polaca de Baloncesto. En 36 partidos promedió 10,5 puntos, 3,6 rebotes y 1,3 asistencias por partido.
El 26 de noviembre de 2016, Cummings firmó con el Al Ahly de la Primera División de baloncesto de Egipto para disputar la Copa de Campeones de Clubes de África FIBA, con el que ganaría el torneo. En 7 partidos disputados promedió 12,6 puntos, 5,1 rebotes y 3,3 asistencias.
El 26 de enero de 2017, Cummings fue adquirido por Sioux Falls Skyforce de la NBA G League, en el que jugó hasta el 21 de febrero de 2017, donde fue cortado por los Skyforce después de 7 partidos.
A finales de febrero de 2017, firma por el club libanés del Champville SC tras salir de los Sioux Falls Skyforce. En el Líbano disputó 9 partidos con Champville en los que promedió 18,8 puntos, 5,6 rebotes y 2,7 asistencias por partido.
El 15 de julio de 2017, Cummings firmó con el Kia Picanto de la Asociación de Baloncesto de Filipinas como refuerzo para la Copa de Gobernadores de la PBA de 2017. En siete partidos promedió 27,3 puntos, 8,6 rebotes, 2,9 asistencias y 1,0 robos por partido.
En septiembre de 2017, Cummings se unió a los Seoul Samsung Thunders de la liga coreana de baloncesto. En 53 partidos con Seúl promedió 19,3 puntos, 5,3 rebotes y 2,6 asistencias por partido.
En marzo de 2018, dejó Corea y firmó con el Panionios BC de la A1 Ethniki para el resto de la temporada, con el que disputó 8 partidos en los que promedió 17,1 puntos, 4,0 rebotes y 1,0 robos por partido.
El 1 de agosto de 2018, Cummings firmó con Nagoya Diamond Dolphins de la B.League japonesa. En 36 partidos promedió 23,2 puntos, 6,5 rebotes, 3,2 asistencias y 1,0 robos por partido.
El 3 de julio de 2019, Cummings firmó con Levanga Hokkaido de la B.League japonesa. En 29 partidos promedió 23,3 puntos, 5,0 rebotes, 3,4 asistencias y 1,2 robos por partido.
El 7 de septiembre de 2021, Cummings firmó con Szolnoki Olaj de la Nemzeti Bajnokság I/A húngara.
El 7 de septiembre de 2022, Cummings firmó con Élan Béarnais Pau-Orthez de la Pro A francesa.
Cummings disputó la temporada 2024 de la Basketball Africa League con el equipo angoleño Petro de Luanda, consagrándose campeón del torneo.